# Buková (Bernartice)
Buková (niem. Buchsdorf)) – wieś, część gminy Bernartice, położona w kraju ołomunieckim, w powiecie Jesionik, w Czechach.